# Історико-математичні дослідження
«Історико-математичні дослідження» (ІМД) — спеціалізований російський (раніше радянський) науковий щорічник, який присвячений історії математики . Виходить з 1948 року. 36-й випуск (1995 рік) відкрив другу серію видання. До 2014 року вийшли 50 випусків.  Щорічник став першим в світі періодичним виданням з історії математики. 

## Історія видання
З 1944 року в МДУ проходив науковий семінар з історії математики під керівництвом А.П. Юшкевича, С.О. Яновскої і М.Я. Вигодского . З ініціативи А. П. Юшкевича в 1948 році почалося видання матеріалів семінару під назвою «Историко-математические исследования» (ИМИ). Редакторами видання стали А. П. Юшкевич і директор видавництва ДВТТЛ Г. Ф. Рибкін (1903-1972). 
Перші два випуски ( 1948 - 1949 ) мали підзаголовок «Труды семинара МГУ по истории математики», потім цю примітку було знято. 
У 1966 році Г. Ф. Рибкін тяжко захворів, і 18-й випуск вийшов тільки в 1973 році. Починаючи з 17-го випуску (1966), відповідальним редактором щорічника став А. П. Юшкевич, який залишався на цій посаді до своєї смерті в 1993 році. Одночасно (1973 р.) була утворена редакційна рада, куди увійшли ряд видних математиків та істориків. З 18-го випуску і по теперішній час видання є друкованим органом Інституту історії природознавства і техніки Академії наук СРСР (з 1992 року - РАН). 
Через те, що в країні почалася гіперінфляція, 34-й випуск (1993)  був виданий на особисті кошти редакторів А. П. Юшкевича і С. С. Демидова . У 35-му випуску (1994)  в якості редактора вказаний А.П. Юшкевич (посмертно), а з 36-го випуску (1995) почалася друга серія видання, з новим поліграфічним дизайном.  Головним редактором став С.  С.  Демидов, що раніше був заступником відповідального редактора.  Перший випуск другої серії присвячений пам'яті видатного історика математики  А. П. Юшкевича  Серія видається за фінансової підтримки Російського фонду фундаментальних досліджень . 

## Хронологія випусків першої серії
- Випуски 1-14 виходили щорічно, з 1948 по 1961 рік. Випуск 10 містить зведення авторів і статей для випусків 1-9.
- Випуск 15: 1963 р.
- Випуск 16: 1965 р.
- Випуск 17: 1966 р.
- Випуски 18-25 виходили регулярно, з 1973 по 1980 рік. Випуск 21 містить зведення авторів і статей для випусків 10-20.
- Випуск 26: 1982 р.
- Випуск 27: 1983 р.
- Випуски 28 і 29: обидва в 1985 році.
- Випуск 30: 1986 р.
- Випуск 31: 1989 р. Цей випуск містить зведення авторів і статей для випусків 21-30.
- Здвоєний тому з випусками 32 і 33: 1990 р.
- Випуск 34: 1993 р.
- Випуск 35: 1994 р.

## Хронологія випусків другої серії
- Випуск 1 (36): 1995 (частина I), 1996. (частина II).  Частина I містить зведення авторів і статей для випусків 31-35 першої серії.
- Випуск 2 (37): 1997 р.
- Спеціальний випуск-1997, присвячений математичним школам різних країн.
- Випуск 3 (38): 1999 р.
- Випуск 4 (39): 1999 р.
- Випуск 5 (40): 2000 р.
- Випуск 6 (41): 2001 р.
- Випуск 7 (42): 2002 р.
- Випуск 8 (43): 2003 р.
- Випуск 9 (44): 2005 р.
- Випуск 10 (45): 2005 р.
- Випуск 11 (46): 2006. Цей випуск містить зведення авторів і статей другої серії, для випусків 1 (36) -10 (45).
- Випуск 12 (47): 2007 р.
- Випуск 13 (48): 2009 р.
- Спеціальний випуск-2010, містить статтю К.  Філі (Греція) про виникнення і початковий період розвитку дескриптивної теорії множин.
- Спеціальний випуск-2011, містить тематичний покажчик статей збірника за 1948-2009 роки.  Укладач: Пирков В. Є.
- Випуск 14 (49): 2011 р.
- Випуск 15 (50): 2014 р.

## Видавництва
- Випуски 1-10 вийшли в Державному видавництві техніко-теоретичної літератури (ДВТТЛ).
- Випуски 11-15 - у Державному видавництві фізико-математичної літератури .
- Випуски 16-34 - у видавництві «Наука» .
- Випуск 35 виданий «Міжнародним фондом історії науки».
- Далі випуски другої серії вийшли у видавництві «Янус-К»

## Зміст
Обсяг одного випуску: 25 друкованих аркушів , загальний обсяг на 2007 рік: 1316 друкованих аркушів. Тираж перші 10 років становив 3000-4000 екз., Потім 1500-2000, в даний час - 300-400 екз. Станом на 2007 рік у виданні надруковані статті 364 авторів (в тому числі 61 зарубіжний з 23 країн), загальне число опублікованих робіт: 978. Серед авторів чимало провідних математиків та істориків математики. З 1997 року вийшли окремо три спецвипуска, останній з яких - у 2011 році ( «Тематичний покажчик статей збірника за 1948-2009 роки»). 
Повний зміст всіх випусків (список опублікованих статей) знаходиться в Вікіджерела . 